# Baksjön (Mörsils socken, Jämtland)
Baksjön är en sjö i Åre kommun i Jämtland och ingår i Indalsälvens huvudavrinningsområde. Sjön har en area på 0,66 kvadratkilometer och ligger 396 meter över havet.

## Delavrinningsområde
Baksjön ingår i det delavrinningsområde (701306-139631) som SMHI kallar för Utloppet av Baksjön. Medelhöjden är 457 meter över havet och ytan är 12,51 kvadratkilometer. Det finns inga avrinningsområden uppströms utan avrinningsområdet är högsta punkten. Vattendraget som avvattnar avrinningsområdet har biflödesordning 3, vilket innebär att vattnet flödar genom totalt 3 vattendrag innan det når havet efter 281 kilometer. Avrinningsområdet består mestadels av skog (87 procent). Avrinningsområdet har 0,79 kvadratkilometer vattenytor vilket ger det en sjöprocent på 6,3 procent.